# Station Zator
Station Zator is een spoorwegstation in de Poolse plaats Zator.